# Hamacanthidae
Los hamacántidos (Hamacanthidae) son una familia de esponjas marinas del orden Poecilosclerida. El género Hamacantha habita en el Mar Caribe, en el norte de Marruecos en el Sudeste Asiático, cerca de Escandinavia, en el sur de Brasil, en Cabo Verde y cerca de Madagascar.

## Géneros
- Hamacantha Gray, 1867
- Pozziella Topsent, 1896